# Didier Kelvin
 (octobre 2018).
Didier Kelvin est un écrivain et scénariste de bande dessinée dont l’œuvre est marquée par les aphorismes et l'humour noir. 

## Biographie
Il a été chroniqueur pour la radio (« A gogo » et « Points de vue - Mirages du monde » sur Radio Bellevue de 1981 à 1985) éditorialiste pour la presse (« La diar(rh)y » dans Sub-Rock en 1990-91 puis dans New Wave à partir de 2002) et anthologiste musical (dans CrossRoads, depuis 2002). 
Il est l'auteur des Ruminations de L.D.', une série de strips mis en image par Jean-Pierre Duffour dont trois albums sont parus aux éditions Rackham.
Le « D » de son nom est interprété différemment selon les sources : sur BDGest, il signifie « Degré », pour d'autres « Didier ». Sur les notices d'autorité, il s'agit de l'initiale pour « Didier ».

## Publications
- Ruminations de L.D.', dessin de Jean-Pierre Duffour, Rackham.
  1. La Déchéance du spermatozoïde, 2001.
  2. L'Embryon fatal, 2003.
  3. Le Fœtus maudit, 2007.
- Chez les Tartuf(f)es, illustrations de Didier Gavarrino, Éditions du Yunnan, 2003.
- Vivre pas survivre !, collectif sur les origines du punk avec Volo et Patrice Herr Sang, Éditions du Yunnan, 2007.
- Représailles, illustrations de Lyzane Potvin, Éditions du Yunnan, 2012.